# کوندان
کوندان (به انگلیسی: Kundun) فیلمی در ژانر درام و حماسی به کارگردانی مارتین اسکورسیزی محصول سال ۱۹۹۷ و بر اساس زندگی و نوشته‌های دالایی لامای چهاردهم، سیاستمدار و پیشوای معنوی تبعید شده از تبت است.
این فیلم در چهار رشته بهترین فیلمبرداری، بهترین طراحی لباس، بهترین تنظیم دکوراسیون و بهترین موسیقی نامزد جایزه اسکار شد.